# Giovanni Mardersteig
Giovanni Mardersteig, oorspronkelijke naam Hans Mardersteig (Weimar, 8 januari 1892 – Verona, 27 december 1977) was een Duitse drukker en typograaf, die als hoofd van de drukkerij Officina Bodoni boeken produceerde volgens de hoogste normen van de hedendaagse boekdrukkunst. Giovanni – deze voornaam nam hij aan nadat hij in 1946 de Italiaanse nationaliteit had verkregen.
Hij stamde af van een kunstzinnige familie, zijn grootvader was een bekende kunstrschilder en zijn grootmoeder stamde af van de muzikale Bach familie. Hij studeerde rechten aan de universiteiten van Bonn, Kiel, Wenen en ten slotte in Jena, waar hij afstudeerde. Daarna gaf hij een korte tijd les aan een school in de Zwitserse stad Zuoz. In 1917 kwam hij in dienst bij de uitgeverij van Kurt Wolff in Leipzig, waar hij verantwoordelijk was voor de publicatie van een reeks kunstboeken en bewerkingen aan het kunsttijdschrift Genius.
In 1922 verhuisde Mardersteig naar Montagnola, bij Lugano, in Italië, waar hij de drukkerij Officina Bodoni heeft opgericht. Zijn eerste boek in 1923 was Orphei tragedia van Angelo Poliziano, andere vroege werken die werden gedrukt zijn Shelley's Epipsychidion, verder drukte hij werken van Vergilius, William Shakespeare, Dante, T.S. Eliot, Ezra Pound, Pablo Neruda, Dylan Thomas en de Valéry. In 1970 verscheen het werk De Aetna liber van Pietro Bembo over een beklimming van de Etna.
Mardersteig begon met de letter Dante in 1957 te drukken bij de Officina Bodoni toen alles na de Tweede Wereldoorlog weer op de normale productie draaide. Tussen 1923 en 1977 bracht Mardersteig ongeveer 200 boeken uit. Oorspronkelijk met de hand gesneden door Charles Malin, was de letter Dante aangepast voor mechanische verwerking op de Monotype in 1957. De Dante-letter is gemodelleerd naar de bekende letter van Francesco Griffo in 1495, die door de drukker Aldus Manitius werd gebruikt. De Dante lettertypefamilie werd uitgegeven in 1993 in een reeks van drie formaten. De Dante Font Serie is een onderdeel van de Monotype Bibliotheek OpenType-editie.

## Lettertypen van Mandersteig
- Griffo
- Zeno
- Pacioli
- Dante
- Fontana
- Zarotto ("Nieuwe Mardersteig")